# Хорис (Северна Дакота)
Хорис (енгл. Horace) град је у америчкој савезној држави Северна Дакота.

## Демографија
По попису из 2010. године број становника је 2.430, што је 1.515 (165,6%) становника више него 2000. године.
| Група             | 2000.       | 2010.         |
| Белци             | 899 (98,3%) | 2.350 (96,7%) |
| Афроамериканци    | 1 (0,1%)    | 11 (0,5%)     |
| Азијати           | 2 (0,2%)    | 4 (0,2%)      |
| Хиспаноамериканци | 3 (0,3%)    | 22 (0,9%)     |
| Укупно            | 915         | 2.430         |